# 突击第3集团军
突击第3集团军（俄语：3-я Ударная армия）是苏联陆军第二次世界大战期间的一个军，成立于1941年，1991年解散，原为第60集团军。1945年作为白俄罗斯第一方面军的一部参加了柏林战役，下属第79步兵军第150步兵师第756团第1营阿列克谢·普罗科波维奇·别列斯特等三名战士将胜利旗插上柏林国会大厦穹顶。